# Pont Mackinac

Le pont Mackinac (familièrement appelé « Big Mac » ou « Mighty Mac ») est un pont suspendu qui enjambe le détroit de Mackinac qui sépare le lac Michigan au lac Huron. Ce pont routier qui porte l'Interstate 75 relie les péninsules supérieure et inférieure de l'État américain de Michigan. Envisagé dès les années 1880 et après plusieurs décennies de discussion sur l'opportunité de sa construction, celle-ci fut lancée en 1954. Conçu par l'ingénieur David B. Steinman, le pont a été mis en service en 1957. Avec une longueur de 8 038 mètres, il est le 20e pont suspendu à la travée la plus longue du monde et a été pendant un moment le deuxième pont le plus long du monde. La totalité des câbles sont équivalents à presque deux fois le tour du monde. Il connecte la ville de Saint-Ignace au nord au village de Mackinaw City au sud.